# 전자 사전

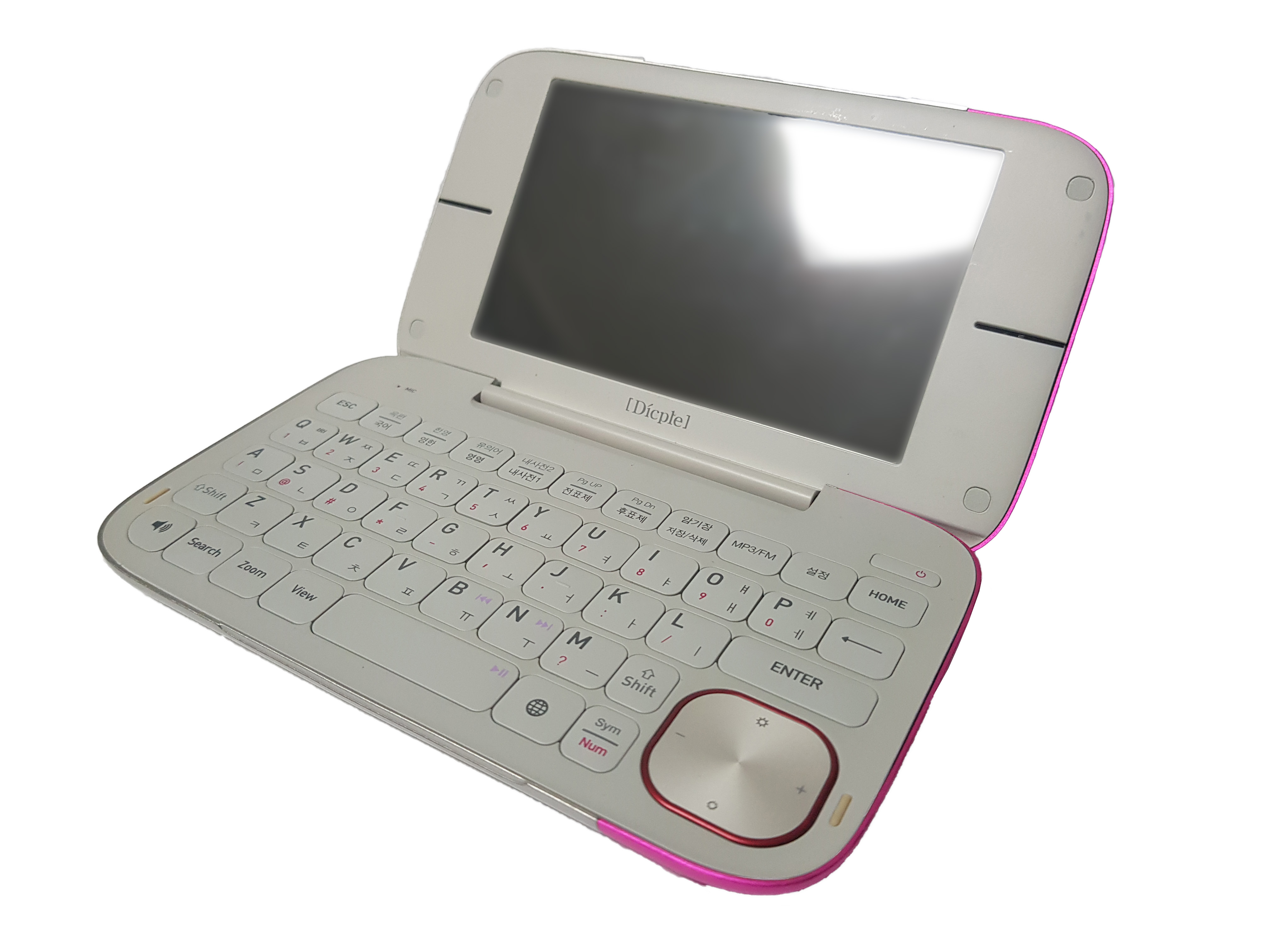
아이리버 D2000

전자 사전(電子辭典)은 갖고 다닐 수 있는 작은 스마트 전자 기기로서, 보통 종이 사전의 컨텐츠를 모아서 만들어진다.  통합 참조 문건이 포함되어 있다.
일부 전자사전은 단일의 언어로만 된 사전들을 포함하고 있지만 대부분은 여러 외국어로 번역한 사전들을 포함한다. 이를테면 한국어, 영어, 중국어, 일본어, 독일어, 프랑스어, 이탈리아어, 스페인어가 있다.

## 역사
최초의 전자사전은 1979년 일본 시장에서 포켓 전역기(ポケット電訳機, 포케토 덴야쿠키)라는 이름으로 출시되었다. 오늘날 생산되는 전자 사전과 물리적으로 모습이 매우 닮아 있다. 메모리 칩의 값이 매우 비쌌기 때문에, 이 모델의 가격 또한 비싼 편이었다. 그러나 속도와 효율성 면에서는 칭찬을 받기도 하였다. 일부 주요 일본 전자 업체는 지금 저들만의 전자사전을 만들어 내고 있다.
1980년대에서 1990년대까지 전자 사전 시장이 확장되어 감에 따라, 전자 사전이 일본 시장에서 종이 사전을 대체할 위기에 처해 있다는 의견이 있었다. 2002년 카시오 한 군데만 보더라도 280만 개의 전자 사전을 팔았던 반면, 일본 내 종이 사전 시장에서는 겨우 천만 본만 팔렸다. 1992년에 비해 종이 사전 판매가 5백만 본 감소하였지만 종이와 전자 사전은 꾸준히 일본에서 일반적인 용도로 굳혀가고 있다.
대한민국 내에서는 2010년대 들어서 스마트폰과 태블릿 PC의 보급으로 거의 생산이 단종되었다.

## 특징

### 하드웨어

#### 외관
보통 접을 수 있는 클램셸(clamshell)형의 직사각형의 기기로, 노트북 컴퓨터의 축소형과 같이 보인다. 접힌 부분을 펼치면 안쪽에 윗부분에는 액정이 있고 아래에는 자판이 있다.

#### 입출력
2000년대 중반까지는 주로 흑백 LCD가, 이후에는 컬러 액정이 주로 사용되고 있다. 2000년대 중반 이후에 출시되는 기종에는 감압식 터치 스크린이 내장된 보조 액정화면이 있어 필기 인식을 할 수 있는 경우도 있으며, 마찬가지로 2000년대 중후반에 출시된 기종부터는 주 액정 화면에 터치 스크린을 내장하여 필기 인식 혹은 기능 조작을 할 수 있는 경우가 있다.
자판은 주로 QWERTY 자판이나, 극 초기에는 ABC 배열인 경우도 있었다. 여러 가지 사전을 접근할 수 있는 단축키와 화살표 버튼과 기능키, 알파벳 키등을 갖추고 있는 것이 일반적이다.
스피커나 스테레오 미니 플러그가 달려 있어 이어폰 등을 접속하여 음성합성(TTS)이나 미리 녹음된 원어민 발음을 듣거나 멀티미디어 기능을 사용하는 것이 가능하다.

#### 전원
전원은 2000년대 초중반까지는 주로 건전지를, 이후에는 컬러액정 채택 및 멀티미디어 기능 도입으로 인한 고성능, 소비전력 증가로 인해 2차 전지를 사용하는 것이 일반적이 되고 있다. 건전지를 사용하는 기종의 경우에는 별도의 직류 전원을 공급받지 않는 경우가 일반적이고, 충전지를 사용하는 기종의 경우 배터리를 내장하고 있으며 충전을 위해서 USB 혹은 AC 전원 어댑터 단자를 갖추고 있는 것이 일반적이다. 알칼라인 건전지를 사용하는 기종은 일반적으로 70~120시간 내외, 2차 전지를 내장하는 기종은 일반적으로 소비전력이 많은 까닭에 20시간에서 30시간 내외이다.

### 소프트웨어

#### 사전부
일반적으로 전자사전은 영어/일본어/중국어/한국어 사전을 내장하고 있다. 기종에 따라 다르지만 많게는 20개 정도의 사전과 학습에 도움이 되는 부수적인 컨텐츠를 수록하고 있다. 초창기의 전자사전의 경우 사전의 뜻풀이를 전부 수록하지 않거나 예문등 상당수를 포함하지 않는 경우도 존재하였다, 2000년대 초중반부터는 시중에 판매되는 사전의 내용을 거의 대부분 수록하는 제품이 일반화되었다. 다만 이 경우에도 많은 경우 도판이나 부록등은 포함하지 않는 경우가 일반적이다. 프랑스어, 독일어 등의 언어의 경우 2000년대 후반까지는 지원하는 제품이 거의 없었으나, 이후 최근 지원 하는 제품이 일부 시판되고 있다. 또한 의료 종사자를 위한 의료 컨텐츠를 내장한 사전 또한 출시되고 있다.

#### 멀티미디어/부가기능
2000년대 중반부터 판매되는 전자사전은 전자사전 본래 기능에 덧붙여서 멀티미디어 기능이 덧붙여 판매되는 것이 일반적인 추세이다. 이에 포함되는 기능은 DMB 수신, MP3 음악 재생, 동영상 파일 재생 등이 있다.

## 기능
현재 시판되고 있는 전자사전에 일반적으로 많이 보급된 검색 기능을 기술한다.
- 사전 표제어 및 수록된 숙어, 예문을 빠르게 검색한다. 또한 내장된 여러 사전의 내용을 한꺼번에 검색할 수도 있다.
- 사전 뜻 풀이 화면에서 모르는 단어를 발견하였을 때 바로 그 단어를 조사할 수 있다(JUMP기능)
- 미리 사람이 녹음해 두었거나 기계가 발생시키는 발음을 들어볼 수 있다.
- 단어의 일부를 기억하지 못하거나 틀리게 기억할 경우 유사한 단어를 검색할 수 있다.
- 검색한 단어의 이력을 표시하여 복습하고, 원하는 단어를 단어장에 저장하여 복습할 수도 있다.

## 전자 사전 제조사

### 대한민국
- 제이씨현 시스템(브랜드: 유디아)
- 아이리버
- 에이원프로
- 에이트리
- 한누리비즈
- 디지털큐브

### 일본
- 카시오
- 샤프전자
- 캐논

## 같이 보기
- 전자사전과 사전편찬

## 참고 자료
- 「C++ STL 실전 프로그래밍」, 전자사전, 김승태 저, 한빛미디어(2004년, 341~347p)
- 「고객의 마음을 사로잡는 DM & 편지」, 신제품 안내(전자사전), 조지혜 저, 시대의창(2008년, 401~407p)
- 「생각교실」, 사라진 전자사전,  펑판 저, 김수현 역, 황금나침반(2007년, 214~215p)